# Cherokee (Alabama)
Cherokee és una població dels Estats Units a l'estat d'Alabama. Segons el cens del 2000 tenia 1.237 habitants.

## Demografia
Segons el cens del 2000, Cherokee tenia 1.237 habitants, 510 habitatges, i 370 famílies. La densitat de població era de 213,2 habitants/km².
Dels 510 habitatges en un 30% hi vivien nens de menys de 18 anys, en un 51,8% hi vivien parelles casades, en un 16,5% dones solteres, i en un 27,3% no eren unitats familiars. En el 25,3% dels habitatges hi vivien persones soles el 13,5% de les quals corresponia a persones de 65 anys o més que vivien soles. El nombre mitjà de persones vivint en cada habitatge era de 2,43 i el nombre mitjà de persones que vivien en cada família era de 2,88.
Per edats la població es repartia de la següent manera: un 24,7% tenia menys de 18 anys, un 7% entre 18 i 24, un 25,9% entre 25 i 44, un 24,6% de 45 a 60 i un 17,9% 65 anys o més.
L'edat mediana era de 38 anys. Per cada 100 dones hi havia 91,8 homes. Per cada 100 dones de 18 o més anys hi havia 82,2 homes.
La renda mediana per habitatge era de 24.597 $ i la renda mediana per família de 28.839 $. Els homes tenien una renda mediana de 26.667 $ mentre que les dones 20.096 $. La renda per capita de la població era de 12.431 $. Aproximadament el 18,6% de les famílies i el 22,6% de la població estaven per davall del llindar de pobresa.

## Poblacions més properes
El següent diagrama mostra les poblacions més properes.